# Félix Thibout
 (mars 2025).
Si vous disposez d'ouvrages ou d'articles de référence ou si vous connaissez des sites web de qualité traitant du thème abordé ici, merci de compléter l'article en donnant les références utiles à sa vérifiabilité et en les liant à la section « Notes et références ».
Félix Thibout (né en 1926) est un général d'infanterie français.

## Biographie
Le général Félix Thibout a consacré 37 ans de service à l'Armée française, participant notamment aux campagnes d'Indochine, y compris la bataille de Diên Biên Phu, et à la guerre d'Algérie. Son engagement exceptionnel lui a valu sept citations et plusieurs blessures[réf. nécessaire].
En reconnaissance de ses mérites, il a été élevé à la dignité de grand-croix de la Légion d'honneur par décret du 8 novembre 2024,,.
Il a également commandé le célèbre 1er Régiment Étranger et est passé aussi par le prestigieux 2e Régiment étranger de parachutistes[réf. nécessaire].

## Décorations
- Grand-croix de la Légion d'honneur (décret du 8 novembre 2024)[1]
  -  Grand officier de la Légion d'honneur (décret du 1 novembre 2019)[4],[5]
  -  Commandeur de la Légion d'honneur (décret du 27 juillet 1979)
  -  Officier de la Légion d'honneur[réf. nécessaire]
  -  Chevalier de la Légion d'honneur (1954)[réf. nécessaire]